# Великий Жужгес
Великий Жужге́с (рос. Большой Жужгес) — присілок у складі Увинському районі Удмуртії, Росія.

## Населення
Населення — 446 осіб (2010; 499 в 2002).
Національний склад станом на 2002 рік:
- удмурти — 83 %

## Історія
Присілок заснований 1590 року і є одним із найстаріших у районі населеним пунктом. 1972 року у присілку відкрили двоповерхову школу. У кінці 1980-их років до присілку збудовано асфальтовану дорогу, були зведені будинок культури і торговий центр. 1991 року до присілку було підведено газ. 25 листопада того ж року присілок стає центром Жужгеської сільради.

## Урбаноніми[4]
- вулиці — Клубна, Молодіжна, Нова, Центральна, Шкільна

## Господарство
У присілку діють школа (1972, на 120 місць), дитячий садок (1972, на 25 місць), будинок культури (1989, на 300 місць) з бібліотекою (5,8 тисяч томів) та краєзнавчим музеєм, пошта (1989), фельдшерсько-акушерський пункт (1989). Серед підприємств працює СПК «Колгосп імені Свердлова».